# Montigny-en-Ostrevent
Montigny-en-Ostrevent – miejscowość i gmina we Francji, w regionie Hauts-de-France, w departamencie Nord.
Według danych na rok 1990 gminę zamieszkiwały 5452 osoby, a gęstość zaludnienia wynosiła 1006 osób/km² (wśród 1549 gmin regionu Nord-Pas-de-Calais Montigny-en-Ostrevent plasuje się na 160. miejscu pod względem liczby ludności, natomiast pod względem powierzchni na miejscu 643.).

## Polacy w Montigny-en-Ostrevent
- Władysław Ważny (1908-1944), pseudonim Tygrys, kapitan Wojska Polskiego. Zginął tragicznie 19 sierpnia 1944[1].
- Stanisław Łukowiak (ur. w 1885 r.), u którego Niemcy zastali kpt. Ważnego został przez nich aresztowany razem z żoną i zabrany na przesłuchania. Deportowany, zmarł 13 maja 1945.
- Ks. biskup Karol Radoński, ordynariusz włocławski przyjechał do dość licznego skupiska zamieszkałych Polaków, by udzielić dzieciom sakramentu bierzmowania. Towarzyszył mu ks. dr Franciszek Ciegiełka, rektor Polskiej Misji Katolickiej we Francji. Odbyło się to 15 lipca 1945 r.

## Galeria

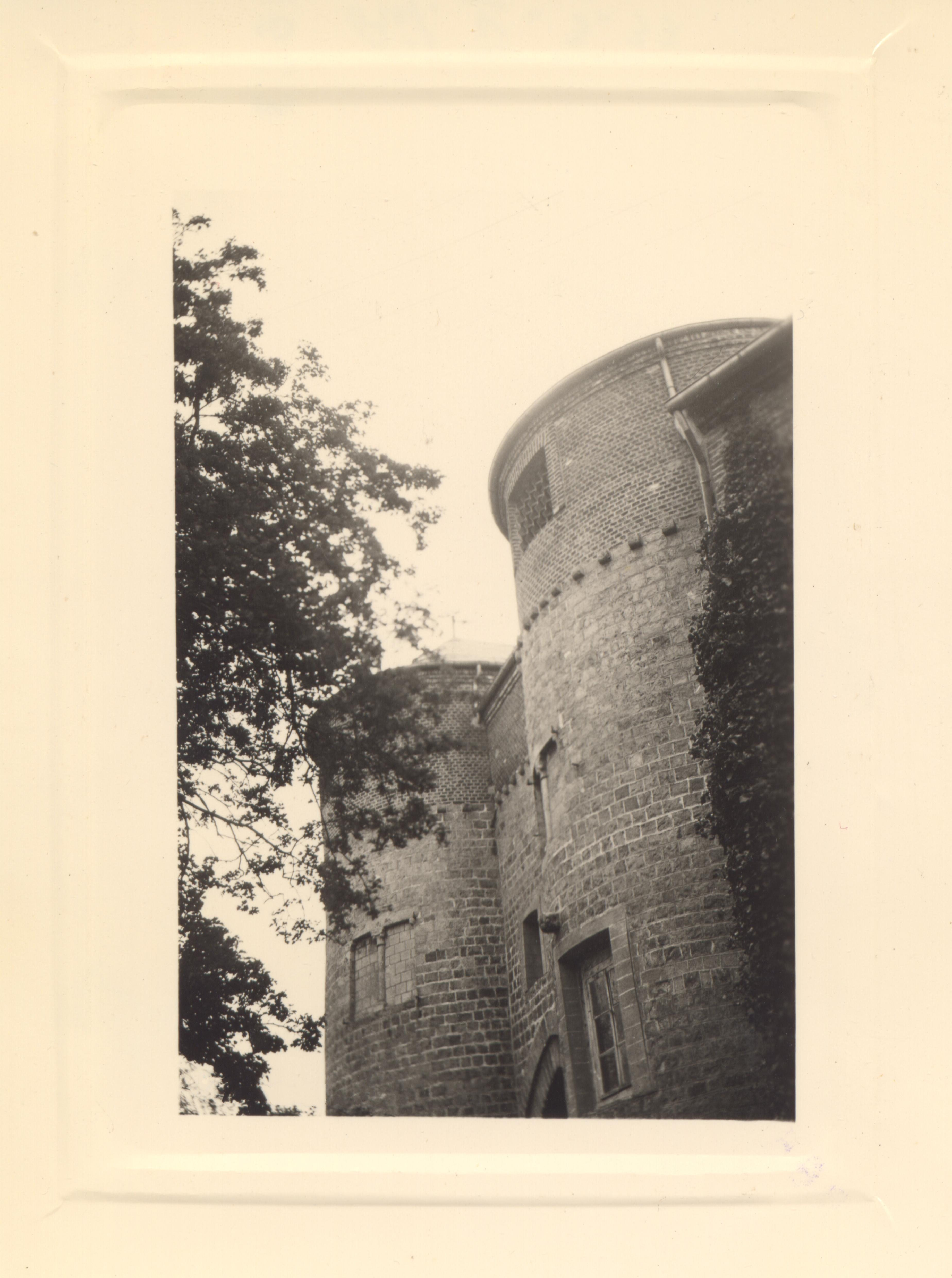
Zamek w Montigny-en-Ostrevent (1951)
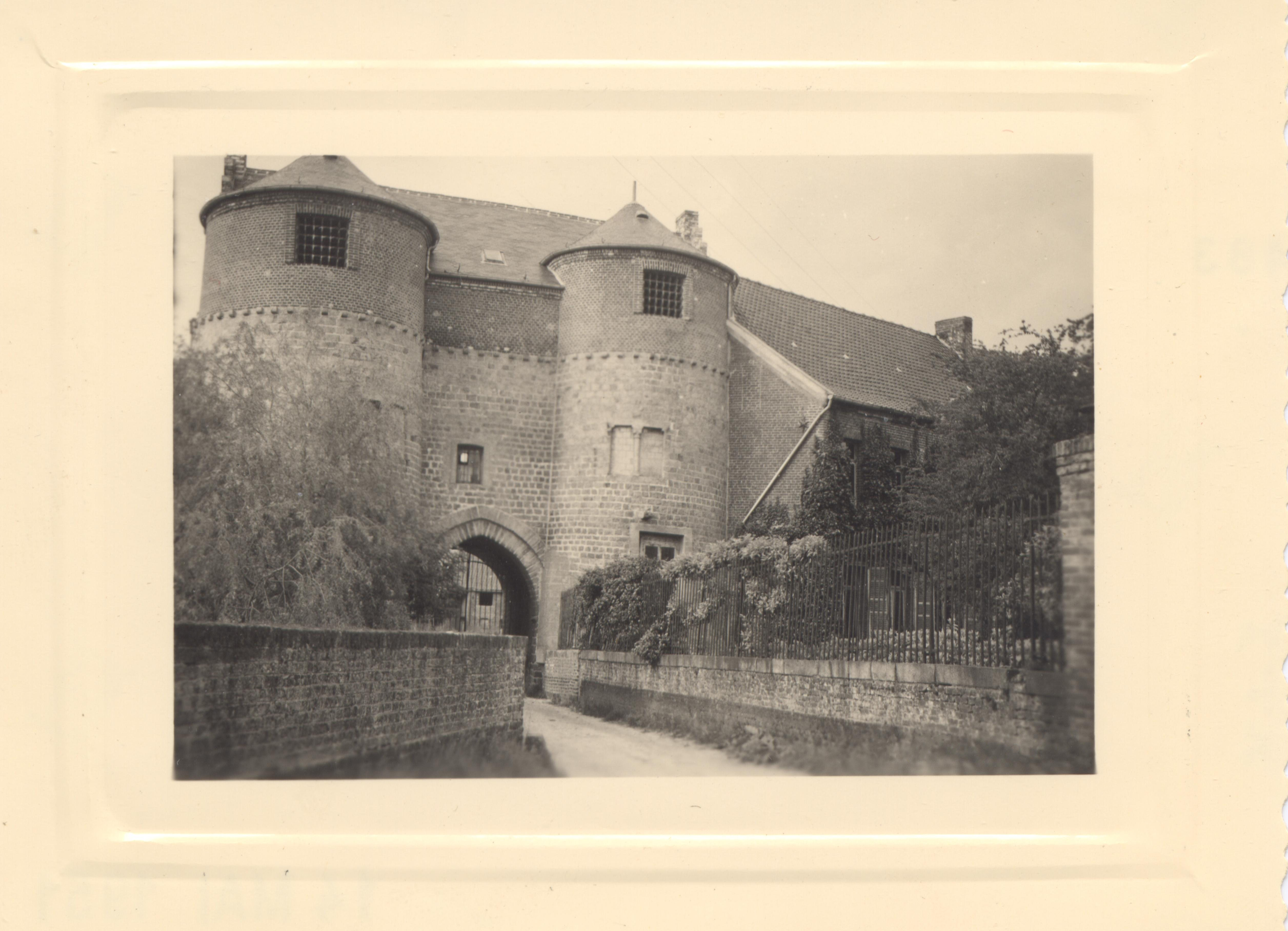
Zamek w Montigny-en-Ostrevent. Brama wjazdowa (1951)